# Oxya japonica
Oxya japonica är en insektsart som först beskrevs av Carl Peter Thunberg 1815.  Oxya japonica ingår i släktet Oxya och familjen gräshoppor.

## Underarter
Arten delas in i följande underarter:
- O. j. vitticollis
- O. j. japonica

## Bildgalleri

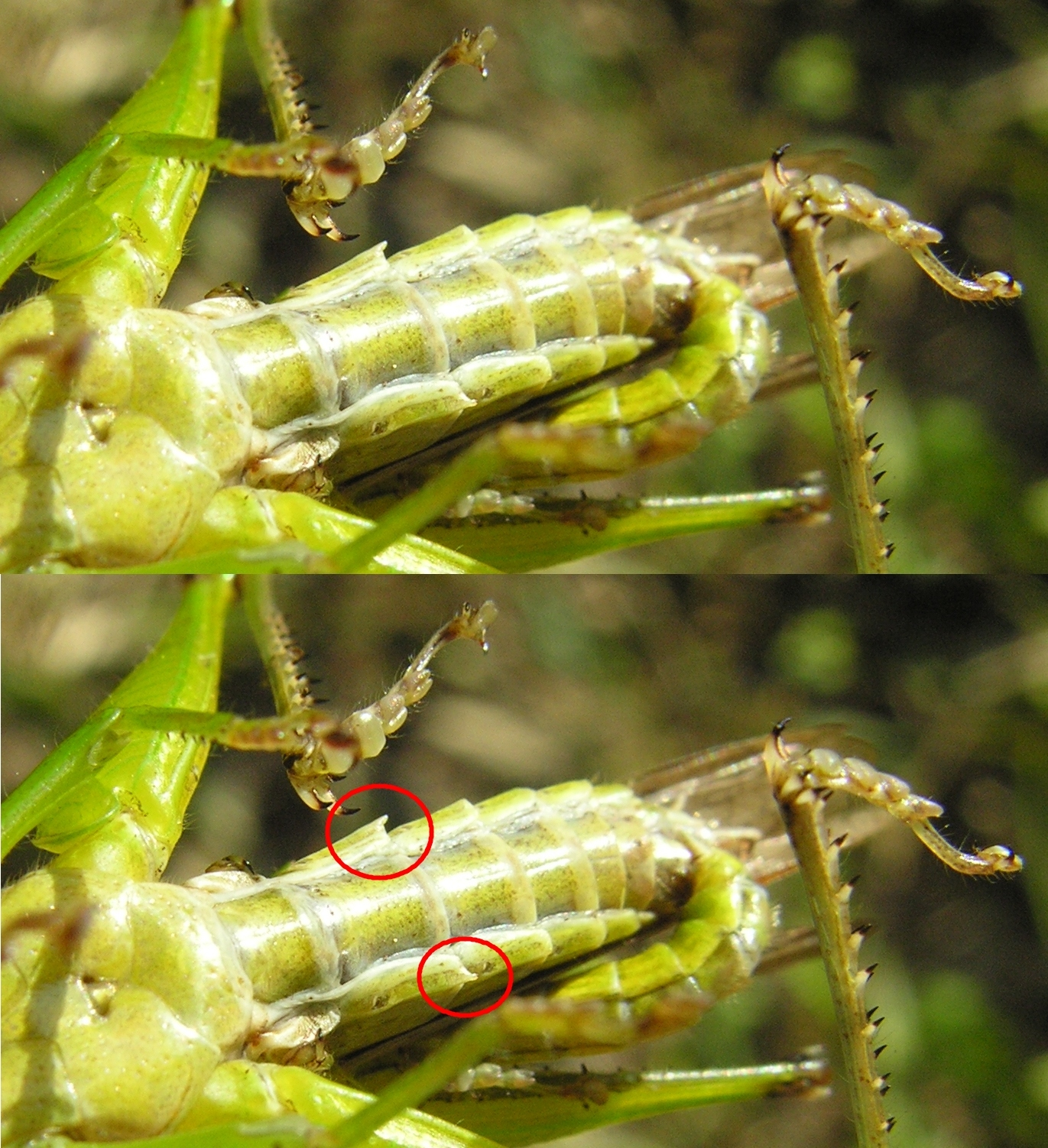
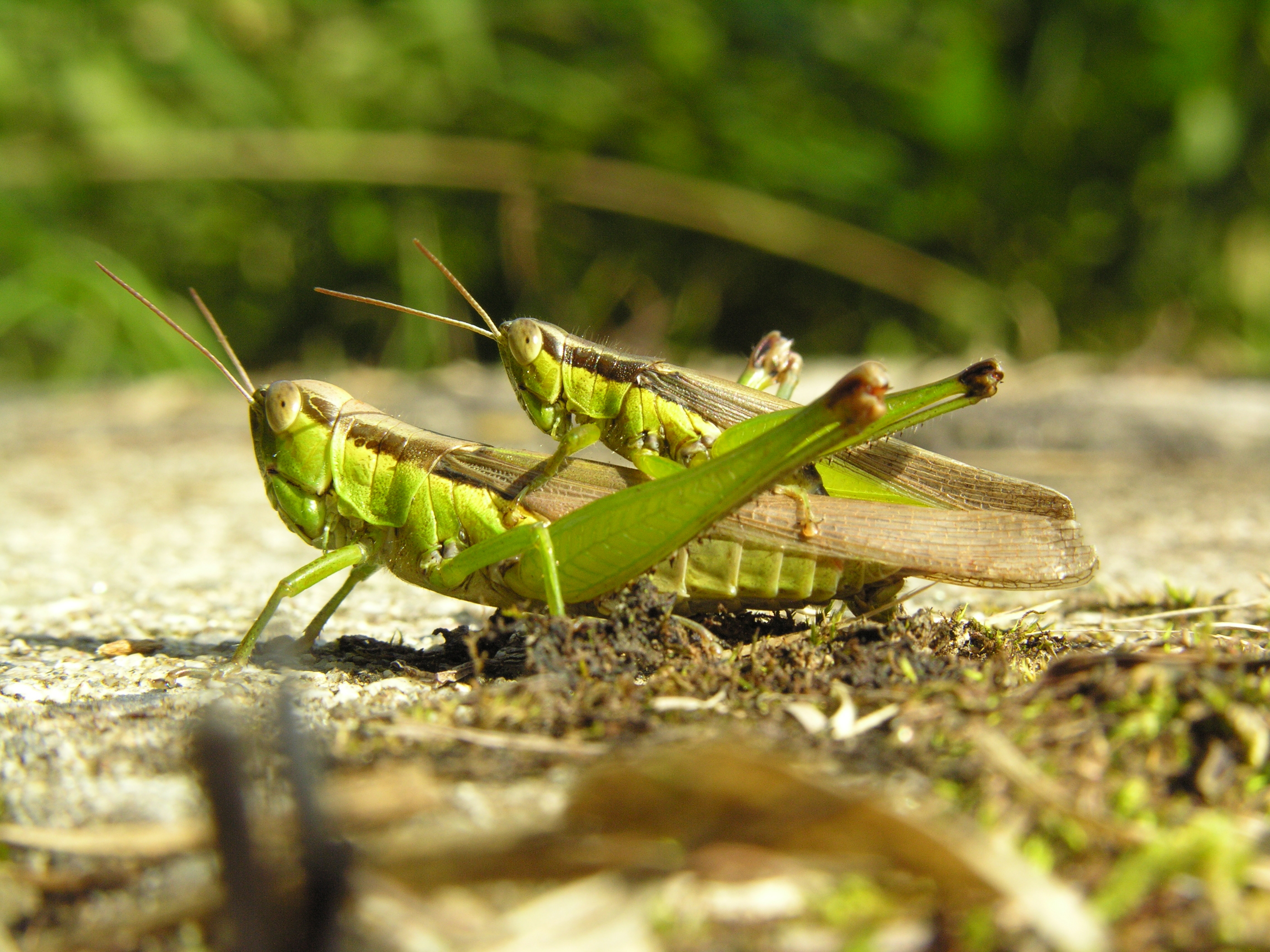
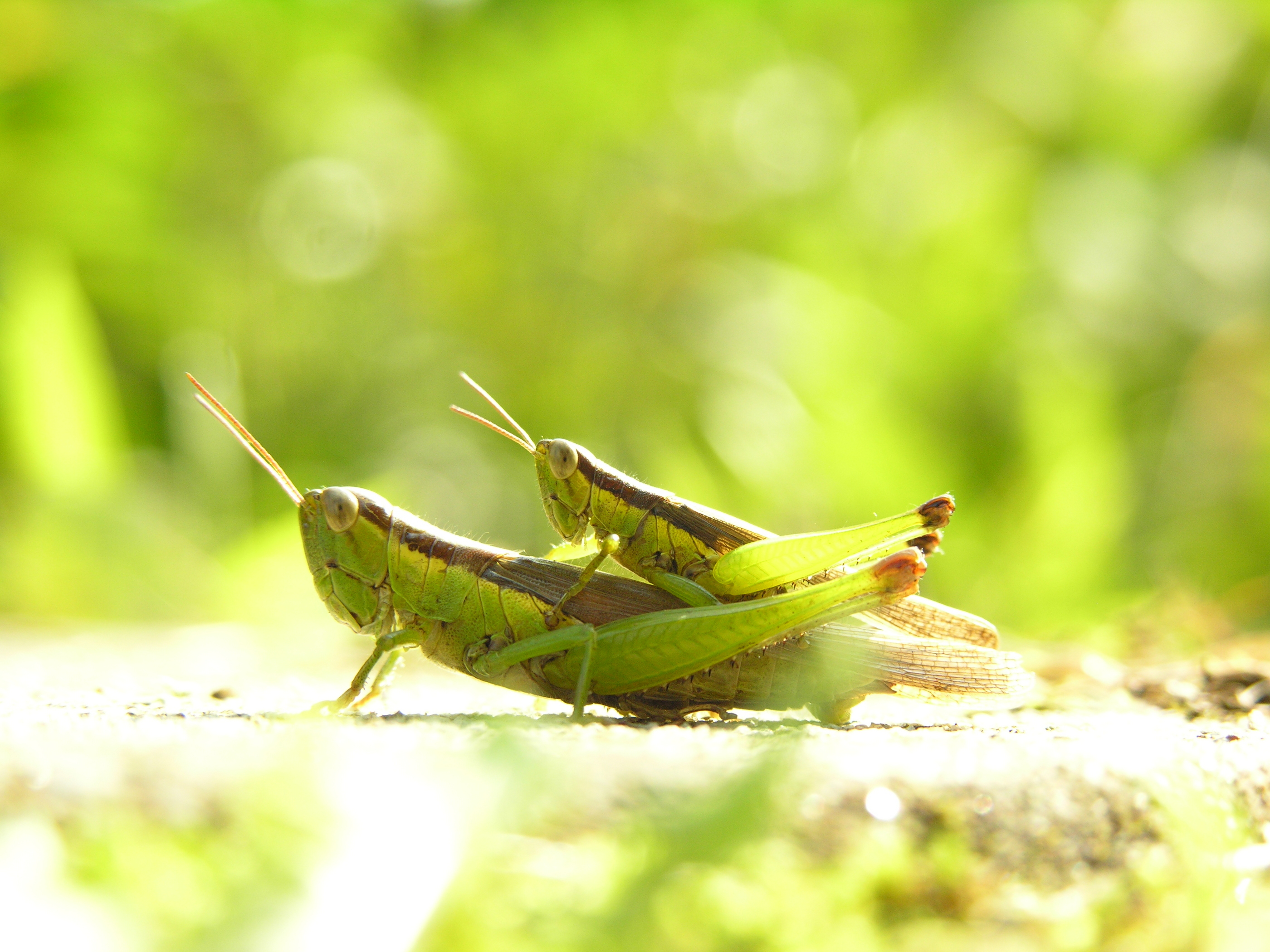
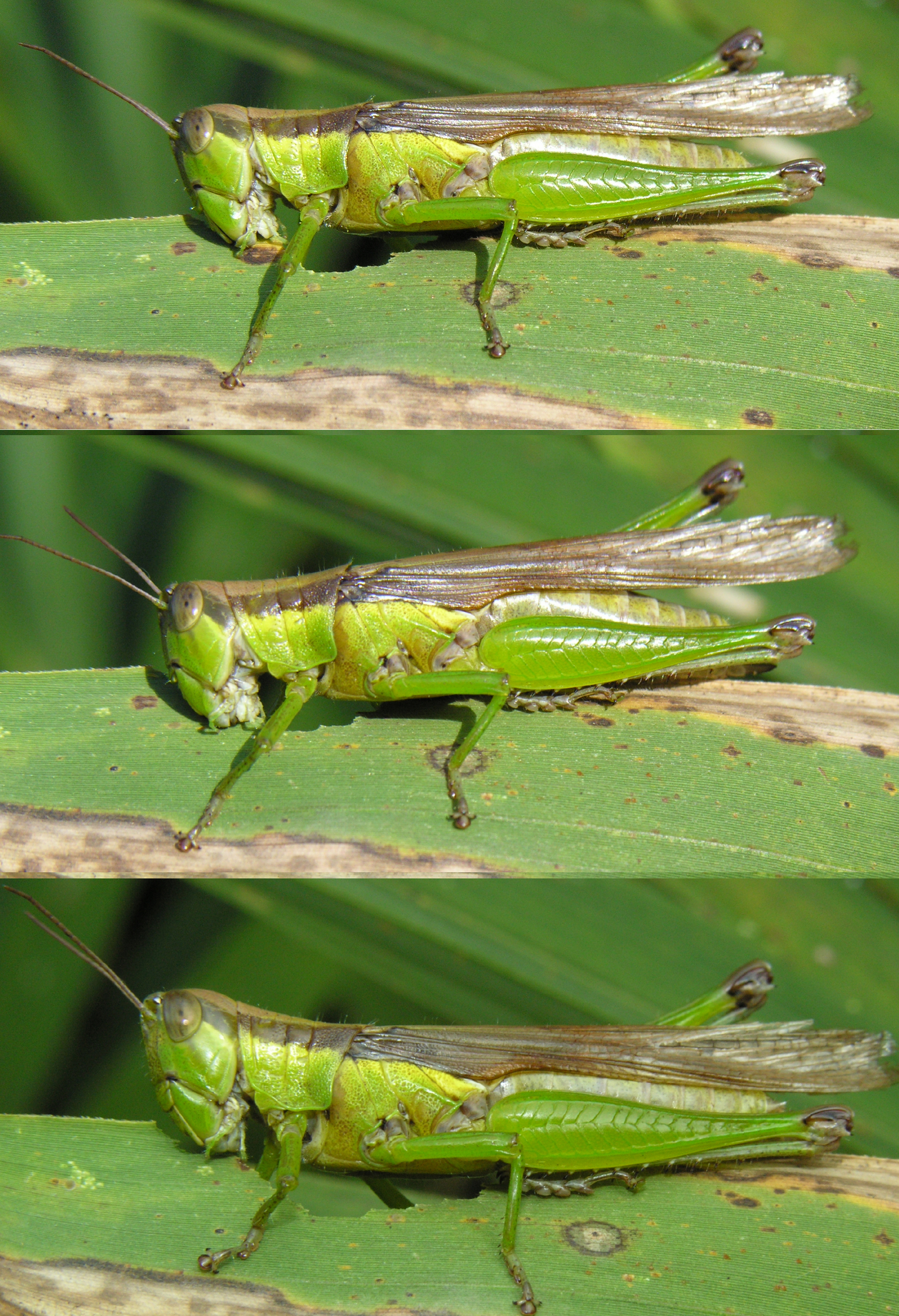
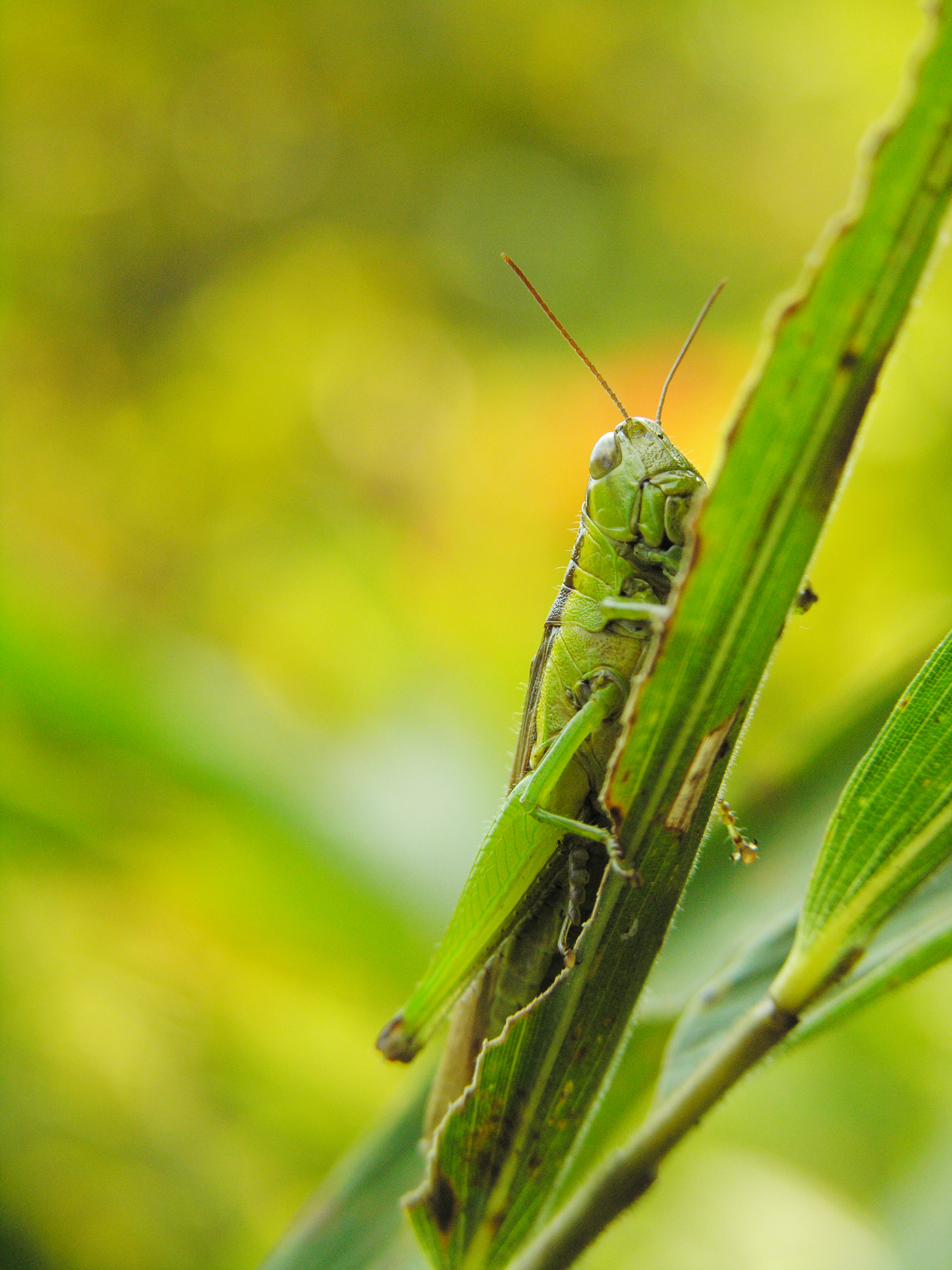
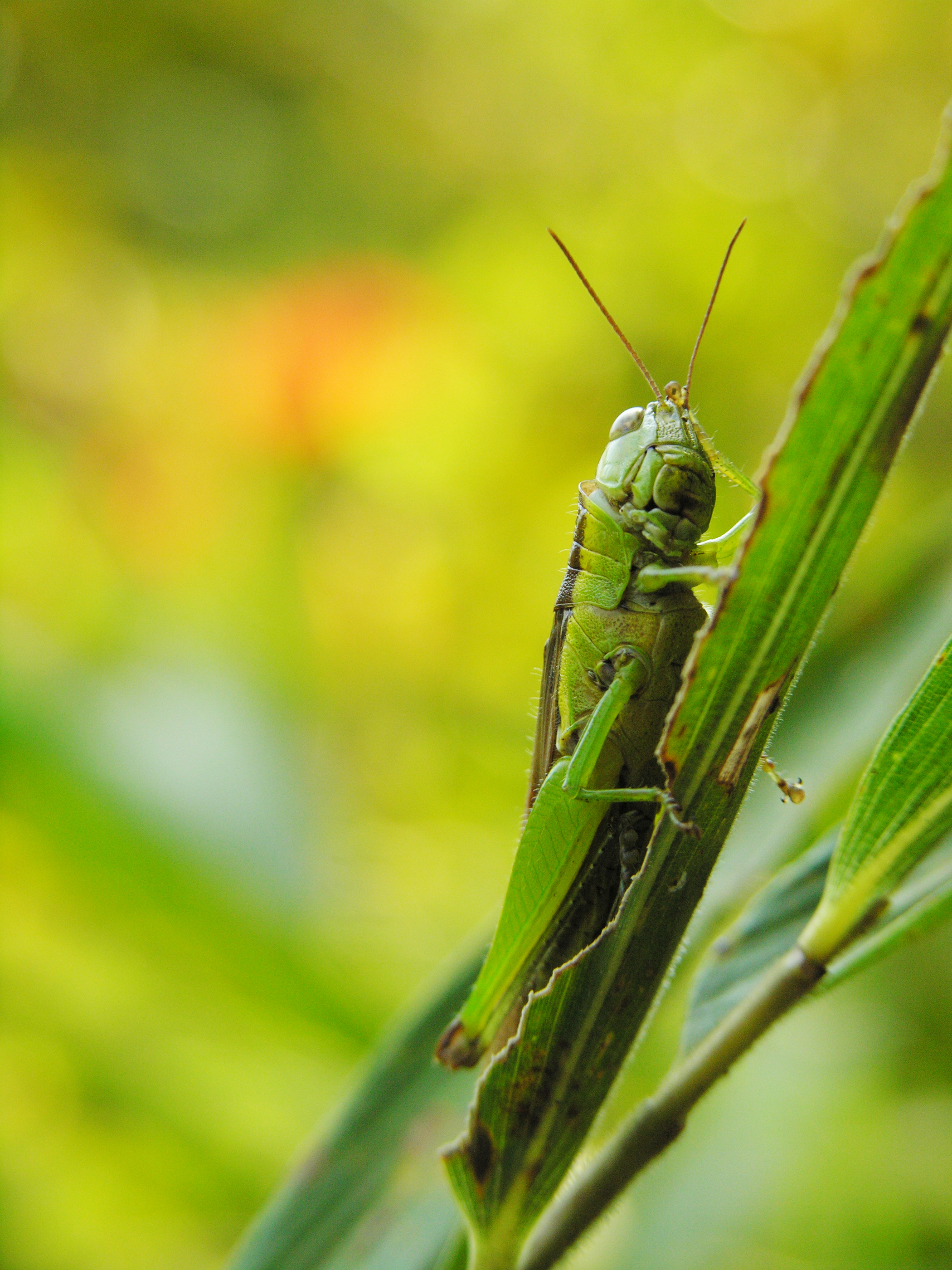